# 王栋 (永年伯)
王栋（16世纪？—1606年8月23日），浙江余姚县（今浙江省余姚市），生于京师，明朝外戚，永年伯王伟的儿子，明神宗孝端顯皇后的兄弟。
万历帝想要加恩王栋及王伟之弟王俊，阁臣请授为锦衣正千户。神宗说：“正德时，皇亲夏助等人都授锦衣指挥使，世袭，现在为什什么薄待？”大学士张居正等说：“正德时例，世宗皇帝全都改革，请授王栋锦衣卫指挥佥事，王俊千户，如前议。”明神宗还没有满意，居正固争，于是中止。王伟死后，王栋袭封永年伯。萬曆三十四年（1606年）七月丁亥，王栋去世，其子（一作其孙）王明辅请袭爵。杨时乔以外戚不当传世，上书固争，万历帝不听。萬曆三十五年（1607年）正月辛未王明輔襲封永年伯。